# Мемишевич, Рефик
Рефик «Чувак» Мемишевич (хорв. Рефик «Брале» Мемишевић; 14 мая 1956, Бачко-Ново-Село, Воеводина — 4 января 2004, Суботица, Воеводина) — югославский борец греко-римского стиля, призёр Олимпийских игр, чемпион мира, восьмикратный чемпион Югославии.

## Биография
Начал заниматься борьбой в 1972 году в Нови-Саде; до этого занимался баскетболом. Сначала занимался вольной борьбой. Уже через год занятий стал чемпионом Югославии среди юниоров.
В 1974 году в возрастной категории Espoir занял первое место по вольной борьбе на Балканских играх в супертяжёлом весе и затем перешёл в греко-римскую. В 1976 году в той же возрастной категории был четвёртым на чемпионате Европы. В 1977 году дебютировал на взрослых международных соревнованиях, сразу на чемпионате мира, и завоевал серебряную медаль, уступив только Николаю Балбошину. В 1978 году был пятым на чемпионате Европы и бронзовым призёром чемпионата мира. В 1979 году стал победителем Средиземноморских игр, на чемпионате Европы был пятым, на чемпионате мира шестым. В 1980 году был лишь девятым на чемпионате Европы.
На Летних Олимпийских играх 1980 года в Москве боролся в тяжёлом весе (до 100 килограммов). Регламент турнира был с начислением штрафных баллов; за чистую победу штрафные баллы не начислялись, за победу с явным преимуществом начислялось 0,5 штрафных балла, за победу по очкам 1 балл, за поражение с явным преимуществом соперника 3,5 балла и за чистое поражение 4 балла. Как и прежде, борец, набравший 6 штрафных баллов, из турнира выбывал. Титул оспаривали 9 борцов.
Рефик Мемишевич проиграв две и победив в двух встречах, остановился в шаге от финальных схваток, заняв итоговое четвёртое место.
| Выступление на Олимпийских играх 1980 года | Выступление на Олимпийских играх 1980 года | Выступление на Олимпийских играх 1980 года | Выступление на Олимпийских играх 1980 года | Выступление на Олимпийских играх 1980 года | Выступление на Олимпийских играх 1980 года | Выступление на Олимпийских играх 1980 года | Выступление на Олимпийских играх 1980 года |
| Круг                                       | Соперник                                   | Страна                                     | Результат                                  | Счёт                                       | Баллы                                      | Всего баллов                               | Время схватки                              |
| ------------------------------------------ | ------------------------------------------ | ------------------------------------------ | ------------------------------------------ | ------------------------------------------ | ------------------------------------------ | ------------------------------------------ | ------------------------------------------ |
| 1                                          | Василе Андрей                              | Румыния                                    | Поражение                                  | Дисквалификация                            | -4                                         | -4                                         | 5:37                                       |
| 2                                          | Свенд Эрик Студсгаард                      | Дания                                      | Победа                                     | Дисквалификация                            | -4                                         | -4                                         | 3:58                                       |
| 3                                          | Георгиос Поикилидис                        | Греция                                     | Победа                                     | Дисквалификация                            | -4                                         | -4                                         | 5:15                                       |
| 1                                          | Роман Берла                                | Польша                                     | Поражение                                  | 2-5                                        | -3                                         | -7                                         | 6:00                                       |

Рефик Мемишевич всегда испытывал проблемы со сгонкой веса и после олимпийских игр перешёл из тяжёлого в супертяжёлый вес. В 1981 году завоевал звание чемпиона мира и стал серебряным призёром Всемирных студенческих игр. В 1982 году стал серебряным призёром чемпионата мира и был седьмым на розыгрыше Кубка мира. В 1983 году стал победителем Средиземноморских игр и был пятым на чемпионате мира. В 1984 году остался четвёртым на чемпионате Европы, так и не сумев за всю карьеру побывать на пьедестале чемпионата Европы.
На Летних Олимпийских играх 1984 года в Лос-Анджелесе боролся в супертяжёлом весе (свыше 100 килограммов). Участники турнира, числом в 8 человек в категории, были разделены на две группы. За победу в схватках присуждались баллы, от 4 баллов за чистую победу и 0 баллов за чистое поражение. Когда в каждой группе определялись три борца с наибольшими баллами (борьба проходила по системе с выбыванием после двух поражений), они разыгрывали между собой места в группе. Затем победители групп встречались в схватке за первое-второе места, занявшие второе место — за третье-четвёртое места, занявшие третье место — за пятое-шестое места.
Рефик Мемишевич, проиграв в первой встрече будущему чемпиону Джеффу Блатнику, занял второе место в группе. Во встрече за третье место победил. Однако, серебряный призёр Томас Юханссон, при последующей проверке был дисквалифицирован за употребление допинга, таким образом Мемишевичу была вручена серебряная медаль олимпийских игр.
| Выступление на Олимпийских играх 1984 года | Выступление на Олимпийских играх 1984 года | Выступление на Олимпийских играх 1984 года | Выступление на Олимпийских играх 1984 года | Выступление на Олимпийских играх 1984 года | Выступление на Олимпийских играх 1984 года | Выступление на Олимпийских играх 1984 года | Выступление на Олимпийских играх 1984 года |
| Круг                                       | Соперник                                   | Страна                                     | Результат                                  | Счёт                                       | Баллы                                      | Всего баллов                               | Время схватки                              |
| ------------------------------------------ | ------------------------------------------ | ------------------------------------------ | ------------------------------------------ | ------------------------------------------ | ------------------------------------------ | ------------------------------------------ | ------------------------------------------ |
| 1                                          | Джефф Блатник                              | Соединённые Штаты Америки                  | Поражение                                  | Дисквалификация (пассивность)              | 0                                          | 0                                          | 5:12                                       |
| 2                                          | Масая Андо                                 | Япония                                     | Победа                                     | Дисквалификация (пассивность)              | 3                                          | 3                                          | 4:49                                       |
| 3                                          | Панагиотис Поикилидис                      | Греция                                     | Победа                                     | Дисквалификация (пассивность)              | 3,5                                        | 7,5                                        | 5:27                                       |
| Встреча за третье место                    | Виктор Долипски                            | Румыния                                    | Победа                                     | Дисквалификация (пассивность)              |                                            |                                            | 4:16                                       |

В 1985 году стал серебряным призёром турнира World Super Championship и занял четвёртое место на чемпионате мира. В 1986 году оставил большой спорт. Был предпринимателем, а также спортивным функционером и судьёй. Долгое время являлся директором клуба «Спартак» в Суботице.
Скоропостижно умер в 2004 году. В Суботице проводится ежегодный мемориальный международный турнир среди кадетов Refik Memisevich Brale, а также в Суботице существует бар, названный по прозвищу борца «Брале». https://unitedworldwrestling.org/event/refik-memisevic-brale-cadet-0